# زال

مجيء السام إلى مسكن السيمرغ

زال بن سام بن نريمان(ملقب بدستان وبزال زر) من أهم الشخصيات الشاهنامة وذكر اسمه في الإساطير الإيرانية الدينية والتاريخية.

## ولادة زال وابتداء امره
ان زال ولد وشعره أبيض فاستقبحه وأمر بتركه وحيداً في جبل البرز. فكانت تربيه سيمرغ العنقاء مع أولادها حتى طالت عليه المدّة في قلة ذلك الجبل. ورأى سام أيضا في منامه ليلة كأن رسولا جاء على فرس فأعلمه أن ولده زال على بعض الجبال فانتبه وأحضر الحكماء والمعبرين وسألهم عن حال رؤياه. وجاء سام إلى ذلك الجبل وسأل سيمرغ ان يرد عليه زال. وأحملته سيمرغ بين جناحيها إلى أبيه سام. واعطته سيمرغ من جناحها ريشة؛ فقالت له إنها ستحضر في يحرقها زال وتقضى حاجته.

## زال ورودابة بنت مهراب
كذلك تزوّج زال بن سام من رودابة بنت مهراب ملك كابل العربى الأصل. فحملت رودابة وولد رستم.

## زال والكيانيين
كان زال يسكن في بلاد زابلستان وكان ينصح لكيكاوس ولكيخسرو وكان قائد الجيش إلى افراسياب مرتين. مات زال في زابلستان بعد أن سمع بموت رستم وزوارة. وكان زال في السجن سبع سنين بأمر بهمن بن اسفنديار.